# Gynoplistia (Cerozodia) pulverulenta pulverulenta
Gynoplistia (Cerozodia) pulverulenta pulverulenta is een ondersoort van de tweevleugelige Gynoplistia (Cerozodia) pulverulenta uit de familie steltmuggen (Limoniidae). De ondersoort komt voor in het Australaziatisch gebied.